# Negueba
Guilherme Ferreira Pinto, plus communément connu sous le pseudonyme de Negueba, né le 7 avril 1992 à Rio de Janeiro, est un footballeur brésilien évoluant au poste d'attaquant.